# Luka Žvižej
Luka Žvižej (ur. 9 grudnia 1980 w Celje) – słoweński piłkarz ręczny, lewoskrzydłowy, od 2010 zawodnik RK Celje.
W sezonie 2004/2005 wraz z FC Barceloną wygrał Ligę Mistrzów (w rozgrywkach tych zdobył 29 bramek, w tym jedną w dwumeczu finałowym z Ciudad Real). W Lidze Mistrzów występował również w barwach Picku Szeged (2007–2010) i RK Celje. Będąc zawodnikiem RK Celje rzucił w sezonie 2011/2012 43 bramki w Pucharze Zdobywców Pucharów, zajmując 7. miejsce w klasyfikacji najlepszych strzelców rozgrywek.
W reprezentacji Słowenii rozegrał 217 meczów, w których zdobył 702 bramki. W 2004 wystąpił na igrzyskach olimpijskich w Atenach (rzucił 15 goli). Uczestniczył w mistrzostwach świata w: Niemczech (2007), Hiszpanii (2013) i Katarze (2015). Brał również udział w pięciu mistrzostwach Europy (2006, 2008, 2010, 2012, 2016). Podczas ME w Austrii (2010) zdobył 41 bramek i zajął 2. miejsce w klasyfikacji najlepszych strzelców turnieju. Na ME w Serbii (2012) rzucił 30 goli, zajmując 10. miejsce w klasyfikacji najlepszych strzelców.
Jego młodszy brat Miha Žvižej również został piłkarzem ręcznym.

## Sukcesy
RK Celje
- Mistrzostwo Słowenii: 1997/1998, 1998/1999, 2000/2001, 2002/2003, 2013/2014, 2014/2015, 2015/2016
- Puchar Słowenii: 1997/1998, 1998/1999, 2000/2001, 2011/2012, 2012/2013, 2013/2014, 2014/2015, 2015/2016

FC Barcelona
- Liga Mistrzów: 2004/2005
- Mistrzostwo Hiszpanii: 2005/2006

Pick Szeged
- Puchar Węgier: 2007/2008

Indywidualne
- 2. miejsce w klasyfikacji najlepszych strzelców mistrzostw Europy w Austrii w 2010 (41 bramek)[5]
- 7. miejsce w klasyfikacji najlepszych strzelców Pucharu Zdobywców Pucharów: 2011/2012 (43 bramki; RK Celje)[3]